# Zatrucie arszenikiem

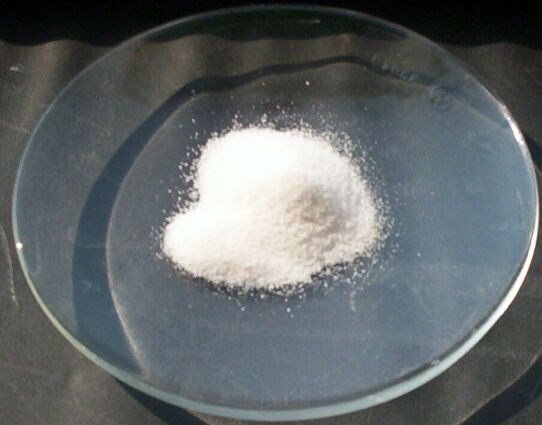
Próbka arszeniku

Zatrucie arszenikiem – jedna z przyczyn zatruć związkami arsenu.

## Zastosowania medyczne
Dawniej stosowany był do spędzenia płodu, często wywoływał śmiertelne zatrucie kobiety. Na przełomie XIX i XX wieku popularny był tonik – płyn Fowlera (Liquor Kalii arsenicosi), tj. roztwór arszeniku i wodorowęglanu potasu (opracowany przez Thomasa Fowlera), stosowany w leczeniu np. chorób skóry. Środek ten przedawkowany powodował zatrucia przewlekłe.
W medycynie współczesnej stosowany jest jako lek przeciwnowotworowy w leczeniu ostrej białaczki promielocytowej. Ma status leku sierocego. 

## Toksyczność
Toksyczność arsenu i jego związków jest znacząco różna. Dawka toksyczna arszeniku wynosi około 10–50 mg, śmiertelna przy ostrym zatruciu 70–200 mg lub 1 mg/kg m.c./dzień (przy dużym zróżnicowaniu tolerancji osobniczej).
LD50 wynosi 15 mg/kg (szczury, doustnie).

### Zatrucia
Ostre
- bóle brzucha
- nudności
- wymioty
- biegunka – gwałtowna, prowadząca do odwodnienia
- bóle głowy
- wylewy do mózgu
- utrata przytomności
- wstrząs
- śmierć

Podostre
- zapalenie spojówek i błon śluzowych jamy nosowej i gardła
- utrata apetytu
- osłabienie
- obniżenie temperatury ciała

Przewlekłe
W wypadku mniejszej dawki lub zatrucia przewlekłego objawy to nudności, wymioty, biegunka, później odwodnienie, ostra niewydolność nerek. Jeśli osoba zatruta przeżyje ten okres, pojawiają się objawy uszkodzenia wątroby (żółtaczka) i układu nerwowego (polineuropatie).
Inne częste objawy zatrucia przewlekłego to:
- zmiany skórne
- zapalenia błon śluzowych
- bóle brzucha
- biegunki
- niedokrwistość
- niedowłady i zaniki mięśni
- neuropatia - ostra, szybko postępująca neuropatia czuciowo-ruchowa rozpoczynająca się od okolic stóp i wstępująca proksymalnie[6]
- wypadanie włosów
- hiperpigmentacja skóry[7]
- prążkowanie paznokci (pasma Meesa) i ich łamliwość

### Działanie kancerogenne
Arszenik ma właściwości kancerogenne według standardów IARC, OSHA, ACGIH, NTP i EPA. IARC klasyfikuje go w grupie 1 czynników rakotwórczych. 

## Leczenie zatruć

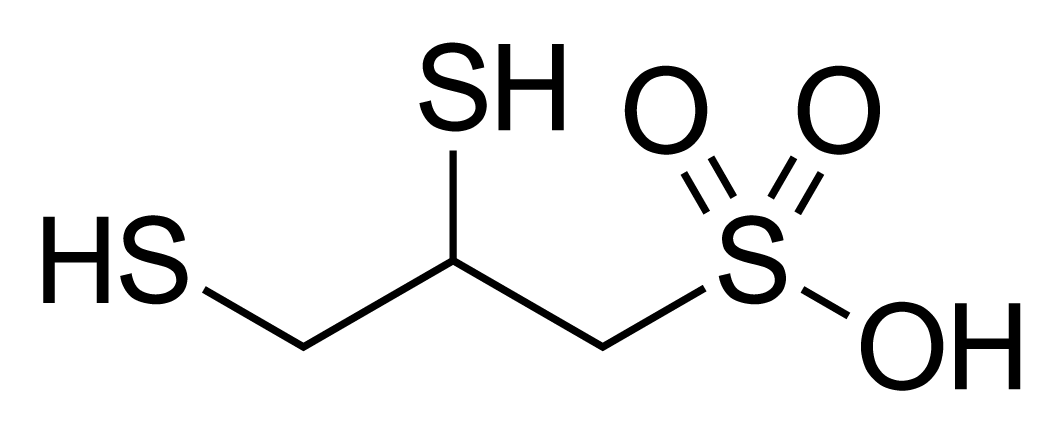
Wzór strukturalny DMPS, jednego z czynników chelatujących stosowanych przy zatruciu arszenikiem

- płukanie żołądka z dodatkiem magnezji palonej
- można dodać antidotum metallorum Sautera
- leczenie objawów zaburzeń wodno-elektrolitowych, obniżenia ciśnienia tętniczego itp.
- środki chelatujące, np. BAL, DMPS